# Українські олімпійські чемпіони
Українські олімпійські чемпіони — спортсмени і спортсменки, що вигравали золоті медалі на найпрестижніших спортивних змаганнях — Олімпійських іграх сучасності та представляли Україну або мають безпосередній стосунок до України, але представляли інші країни.

## Українські спортсмени на Олімпійських іграх
Понад 240 спортсменів, що мають безпосереднє відношення до України, ставали олімпійськими чемпіонами. Серед них майже 190 власне представників України (зокрема УРСР), а також низка громадян України, що здобували золото, представляючи раніше інші збірні чи спортивні клуби інших союзних республік (Олена Аміханова, Йосип Бердиєв, Станіслав Люгайло, Наталія Кучинська, Людмила Турищева, Любов Шармай, Рустем Козаков, Юрій Ковшов, Тетяна Захарова-Надирова, Ульріх Кірхофф тощо), декілька вихованців українського спорту, що народилися поза межами України та більше 40 уродженців України, що представляли інші національні команди на час перемоги на Олімпіаді (не враховані етнічні українці, що одночасно народилися поза межами України та представляли інші збірні).
Українці ставали олімпійськими чемпіонами, репрезентуючи Чехословаччину (Володимир Сироватка — перший уродженець України, що став олімпійським чемпіоном складі національної команди держави, до складу якої входила частина території України), СРСР (1952—1988), Об'єднану команду (1992) та власне незалежну Україну.
Першими олімпійськими чемпіонами, що представляли УРСР, як складову частину збірної СРСР, стали у 1952 році, на Олімпіаді в Гельсінкі, борець класичного стилю Яків Пункін (протягом 42 років був найстаршим олімпійським чемпіоном України), Ніна Бочарова, Марія Гороховська, Дмитро Леонкін та Віктор Чукарін. Окрім того, уродженці України завойовували олімпійське золото за збірні інших країн — Канаду (Фаїна Розенфельд — перша уродженка України, що стала олімпійською чемпіонкою у 1928 році), РРФСР в складі збірної СРСР (Павло Столбов, Володимир Куц, Василь Борисов, Валентин Ніколаєв, Ірина Прес та Тамара Прес, Олександр Альметов, Юрій Власов, Валентина Растворова, Олександр Іваницький, Фаїна Мельник, Олександр Тучкін, Борис Шухов, Олена Вайцехівська, Володимир Жмудський, Віктор Жлуктов, Микола Томін, Тетяна Захарова-Надирова, Людмила Рогожина, Олег Молибога, Ігор Доброво́льський, Сергій Петренко, Оксана Грищук, Євген Платов), Росію (Артур Дмитрієв, Тетяна Навка, Олександр Лебзяк, Дмитро Мусерський, Тарас Хтей, Анастасія Близнюк, Кароліна Севастьянова, Тетяна Волосожар, Володимир Григорьєв, Олена Весніна, Марина Голядкіна тощо), Латвію, як Латвійську РСР (Станіслав Люгайло), БРСР в складі СРСР (Олександр Медвідь, Сергій Макаренко), Білорусь (Алла Цупер, Антон Кушнір), Ізраїль (Артем Долгопят), Німеччину (Альона Савченко), США (Леонід Крайзельбург), Болгарію (Семен Новіков) тощо. Найстаршою олімпійською чемпіонкою-українкою серед нині живих є Людмила Шевцова.
Водночас, задля справедливості, слід зазначити, що чимало медалей здобутих представниками УРСР і України було завойовано уродженцями інших країн, передусім республік колишнього СРСР (Дмитро Леонкін, Юрій Титов, Борис Шахлін, Маргарита Ніколаєва, Віра Крепкіна, Павло Ледньов, Василіус Матушевас, Іван Бяков, Ольга Бризгіна, Рустам Шаріпов за УРСР, Тимур Таймазов, Ельбрус Тедеєв, Рустам Шаріпов, Володимир Кличко, Олена Костевич, Наталія Скакун, Артур Айвазян за Україну). Окрім того, чимало українців згодом після здобуття медалі переїхали до інших держав та прийняли їхнє громадянство. Серед них — Лариса Латиніна, Тимур Таймазов, Артур Айвазян та інші (до Російської Федерації), Тетяна Лисенко, Тетяна Гуцу, Борис Гуревич, Оксана Баюл та інші (що емігрували до США), Анатолій Бондарчук (до Канади), Юрій Сєдих (до Франції), Валентин Манкін (до Італії), Марія Гороховська (до Ізраїлю), Володимир Лютий та Олег Кучеренко (до Німеччини), Інна Осипенко-Радомська (до Азербайджану) тощо.

## Найтитулованіші українські олімпійці
Найтитулованішою українською олімпійською чемпіонкою є херсонська гімнастка Лариса Латиніна.
Вона завойовувала звання олімпійського чемпіона 9 разів і завоювала загалом 18 олімпійських медалей. Ще два представника УРСР стали 7-разовими олімпійськими чемпіонами — гімнасти Борис Шахлін (7-4-2) та Віктор Чукарін (7-3-1).

## Види спорту, в яких перемагали українські спортсмени
Представники України (в тому числі у складі УРСР та Чехословаччини) та уродженці України ставали олімпійськими чемпіонами у таких видах спорту як академічне веслування, веслування на байдарках та каное (зокрема, на таких човнах як байдарка-одиночка, байдарка-двійка, байдарка-четвірка, каное-одиночка, каное-двійка), баскетбол (серед чоловіків та серед жінок), біатлон, бобслей, бокс, важка атлетика (в тому числі, важкоатлетичне триборство, що зараз носить назву паверліфтинг, та важкоатлетичне двоборство) , вільна боротьба, жіноча боротьба та греко-римська боротьба, боротьба дзюдо, велосипедні перегони (див. велосипедний спорт) на шосе та на треку, вітрильний спорт (у класах суден Фінн, Темпест, Зоряний та 470), водне поло, волейбол (серед чоловіків та серед жінок), гандбол (серед чоловіків та серед жінок), кінний спорт (виїздка та конкур, або подолання перешкод), кульова стрільба по рухомих (з гвинтівки та пістолета) та нерухомих (олень, що біжить та кабан, що біжить) мішенях, стендова стрільба, на траншейному стенді (трап) та на круглому стенді (скіт), легка атлетика (зокрема, стрибки з жердиною, стрибки у висоту, стрибки у довжину, потрійний стрибок, штовхання ядра, метання молота, метання диска, метання списа, бар'єрний біг, спринтерський біг на 100 м, 200 м та 400 м, біг на середні дистанції — на 800 м, стаєрський біг на 3000 м, 5000 м та 10000 м та естафетний біг — 4 по 100 м та 4 по 400 м, спортивна ходьба, легкоатлетичне п'ятиборство, семиборство та десятиборство), Спортивна гімнастика (зокрема, командна першість та гімнастичне багатоборство, або абсолютна індивідуальна першість, — серед чоловіків та серед жінок, індивідуальна першість на усіх видах снарядів — бруси, вільні вправи та опорний стрибок — серед чоловіків та серед жінок, кінь, перекладина та кільця — серед чоловіків та колода серед жінок), та художня гімнастика, стрільба з лука, стрибки на батуті, стрибки у воду, плавання (зокрема, брас, батерфляй, вільний стиль, плавання на спині, комплексне плавання), а також естафетне плавання — вільний стилем та комбіноване плавання), сучасне п'ятиборство, теніс , фехтування (рапіра — серед чоловіків та серед жінок, шабля — серед чоловіків та серед жінок, шпага — серед чоловіків та серед жінок), фігурне катання (одиночне катання — серед чоловіків та серед жінок, парне спортивне катання та спортивні танці), фристайл (серед чоловіків та серед жінок), футбол, хокей на льоду та шорт-трек.

## Незалежна Україна в олімпійському русі
Див. також Список олімпійських чемпіонів України
Вперше спортсмени незалежної України взяли участь в Олімпійських іграх у складі Об'єднаної команди у 1992 році під час зимових ігор в Альбервілі  (де вперше оголошувалося, що спортсмен-переможець, а саме Віктор Петренко, представляє державу Україна) та літніх ігор у Барселоні (вперше лунав гімн під час нагородження борця вільного стилю Олега Кучеренка та піднімався прапор України, під час нагородження спортивної гімнастки Тетяни Гуцу), а вже на зимовій Олімпіаді 1994 року в Ліллехаммері Україна вперше виступила самостійною командою.
За часів незалежності України першим олімпійським чемпіоном став фігурист Віктор Петренко у складі об'єднаної збірної у 1992 р. в Альбервілі, та Оксана Баюл — у складі незалежної команди України, під час зимових ігор у Ліллегаммері 1994. На літніх іграх першими українськими олімпійськими чемпіонами стали борець Олег Кучеренко серед чоловіків та гімнастка Тетяна Гуцу серед жінок у складі об'єднаної команди у 1992 році, в Барселоні, перше звання олімпійського чемпіона у складі окремої збірної вибороли серед жінок у 1994 році в Ліллегаммері Оксана Баюл на Зимових іграх та у 1994 році в Ліллегаммері Лілія Подкопаєва на Літніх іграх у 1996 році в Атланті, там же став першим чемпіоном серед чоловіків борець греко-римського стилю В'ячеслав Олійник. За часів виступів самостійною командою українська збірна здобула 41 золоту олімпійську медаль.
Найбільше разів золоті медалі олімпіад в складі збірної України здобула плавчиня Яна Клочкова. Вона ставала олімпійською чемпіонкою 4 рази, за що її прозвали «золотою рибкою».

## Хронологія

### Чехословаччина

#### Олімпійські ігри 1936 (Берлін)
На Олімпіаді в Берліні чемпіоном став уродженець Здолбунова Володимир Сироватка:
- Володимир Сироватка — змагання на каное-двійці на 1000 м

### СРСР
У списку подані спортсмени, що представляли Українську СРСР в складі СРСР (відповідно до списку на сайті НОК), а також спортсмени, які народились або померли на території сучасної України.

#### Представники УРСР у складі СРСР

##### XV Олімпійські ігри 1952 (Гельсінкі)
| Пункін Яків       | греко-римська боротьба          | напівлегка вага                                                   |
| Бочарова Ніна     | спортивна гімнастика (жінки)    | командний залік вправи на колоді                                  |
| Гороховська Марія | спортивна гімнастика (жінки)    | командний залік абсолютна першість                                |
| Леонкін Дмитро    | спортивна гімнастика (чоловіки) | командний залік                                                   |
| Чукарін Віктор    | спортивна гімнастика (чоловіки) | командний залік абсолютна першість вправи на коні опорний стрибок |

##### XVI Олімпійські ігри 1956 (Мельбурн)
| Рибак Ігор        | важка атлетика                  | легка вага                                                       |
| Романенко Віталій | кульова стрільба                | рухома мішень («олень, що біжить»)                               |
| Астахова Поліна   | спортивна гімнастика (жінки)    | командний залік                                                  |
| Латиніна Лариса   | спортивна гімнастика (жінки)    | командний залік абсолютна першість вільні вправи опорний стрибок |
| Титов Юрій        | спортивна гімнастика (чоловіки) | командний залік                                                  |
| Чукарін Віктор    | спортивна гімнастика (чоловіки) | командний залік абсолютна першість вправи на брусах              |
| Шахлін Борис      | спортивна гімнастика (чоловіки) | командний залік вправи на коні                                   |
| Дерюгін Іван      | сучасне п'ятиборство            | командні змагання                                                |

##### XVII Олімпійські ігри (1960 Рим)

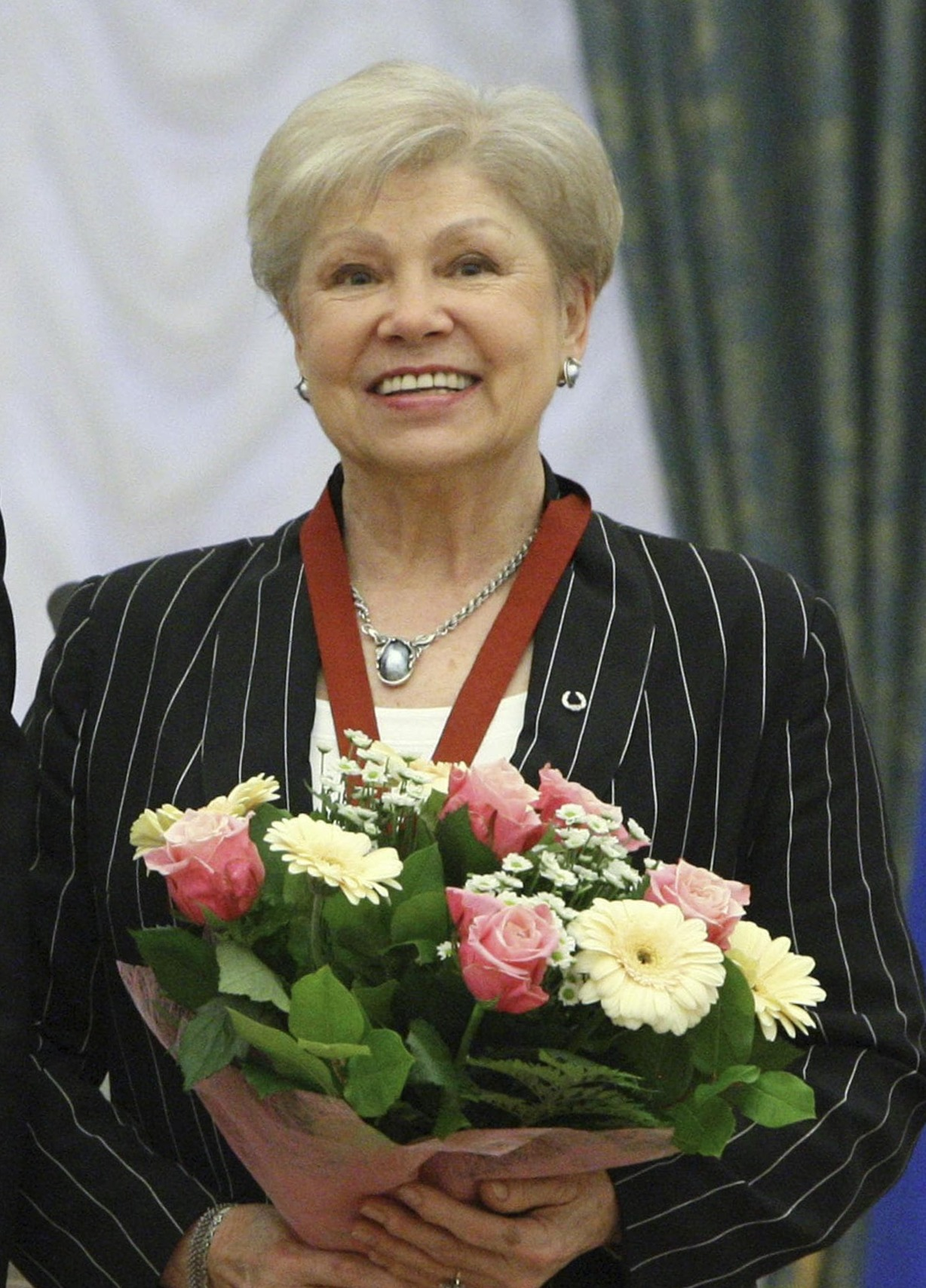
Лариса Латиніна

| Богдан Іван          | греко-римська боротьба          | важка вага                                                         |
| Крепкіна Віра        | легка атлетика (жінки)          | стрибки у довжину                                                  |
| Лисенко Людмила      | легка атлетика (жінки)          | біг 800м                                                           |
| Голубничий Володимир | легка атлетика (чоловіки)       | ходьба 20км                                                        |
| Астахова Поліна      | спортивна гімнастика (жінки)    | командний залік вправи на колоді                                   |
| Латиніна Лариса      | спортивна гімнастика (жінки)    | командний залік абсолютна першість вільні вправи                   |
| Ніколаєва Маргарита  | спортивна гімнастика (жінки)    | командний залік опорний стрибок                                    |
| Шахлін Борис         | спортивна гімнастика (чоловіки) | абсолютна першість опорний стрибок вправи на коні вправи на брусах |

##### XVIII Олімпійські ігри (1964 Токіо)
| Жаботинський Леонід   | важка атлетика                  | 2-га важка вага                                  |
| Венгеровський Юрій    | волейбол                        | команда                                          |
| Поярков Юрій          | волейбол                        | команда                                          |
| Сибіряков Едуард      | волейбол                        | команда                                          |
| Хіміч Андрій          | веслування на байдарках і каное | каное-двійка 1000м                               |
| Чужиков Микола        | веслування на байдарках і каное | байдарка-четвірка 1000м                          |
| Прозуменщикова Галина | плавання                        | брас 200м                                        |
| Астахова Поліна       | спортивна гімнастика (жінки)    | командний залік вправи на колоді                 |
| Латиніна Лариса       | спортивна гімнастика (жінки)    | командний залік абсолютна першість вільні вправи |
| Шахлін Борис          | спортивна гімнастика (чоловіки) | перекладина                                      |
| Крісс Григорій        | фехтування                      | шпага                                            |
| Морозов Володимир     | веслування на байдарках і каное | байдарка-четвірка 1000 м                         |

##### XIX Олімпійські Ігри (1968 Мехіко)
| Жаботинський Леонід  | важка атлетика                  | 2-га важка вага     |
| Гуревич Борис        | вільна боротьба                 | середня вага        |
| Манкін Валентин      | вітрильний спорт                | клас «фінн»         |
| Бєляєв Володимир     | волейбол                        | команда             |
| Іванов Володимир     | волейбол                        | команда             |
| Лапинський Євген     | волейбол                        | команда             |
| Матушевас Василіус   | волейбол                        | команда             |
| Михальчук Віктор     | волейбол                        | команда             |
| Поярков Юрій         | волейбол                        | команда             |
| Терещук Борис        | волейбол                        | команда             |
| Морозов Володимир    | веслування на байдарках і каное | каное-двійка 1000 м |
| Шапаренко Олександр  | веслування на байдарках і каное | каное-двійка 1000 м |
| Голубничий Володимир | легка атлетика                  | ходьба 20 км        |
| Сидяк Віктор         | фехтування                      | шабля               |

##### XX Олімпійські ігри (1972 Мюнхен)
- Авілов Микола — легка атлетика (десятиборство)
- Баркалов Олексій — водне поло
- Бондарчук Анатолій — легка атлетика (метання молота)
- Борзов Валерій — легка атлетика (біг на 100 м і 200 м)
- Дирдира Віталій — вітрильний спорт («Темпест»)
- Железняк Яків — стрільба кульова («Кабан, що біжить»)
- Коваленко Сергій — баскетбол
- Куришко (Нагірна) Катерина — веслування на байдарці (двійка, 500 м)
- Лєдньов Павло — сучасне п'ятиборство (командні змагання)
- Манкін Валентин — вітрильний спорт (клас «Темпест»)
- Морозов Володимир — веслування на байдарці-четвірці
- Онищенко Борис — сучасне п'ятиборство (командні змагання)
- Поливода Анатолій — баскетбол
- Рябчинська Юлія — веслування на байдарці-одиночці
- Семенець Володимир — велоспорт (трек, тандем 2000 м)
- Стеценко Юрій — веслування на байдарці-четвірці
- Філатов Юрій — веслування на байдарці-четвірці
- Целовальников Ігор — велоспорт (трек, тандем 2000 м)
- Шапаренко Олександр — веслування на байдарці-одиночці

##### XII Зимові олімпійські ігри 1976 Інсбрук
- Бяков Іван — біатлон (естафета 4х 7,5км)

##### XXI Олімпійські ігри 1976 Монреаль
- Бобрусь (Порадник) Людмила — гандбол
- Глущенко (Лапшинова) Тетяна — гандбол
- Захарова Галина — гандбол
- Іщенко Михайло — гандбол
- Карлова Лариса — гандбол
- Климова (Назембло) Наталія — баскетбол
- Колчинський Олександр — греко-римська боротьба (понад 100 кг)
- Король Петро — важка атлетика (легка вага)
- Курв'якова Раїса — баскетбол
- Кушнірюк Сергій — гандбол
- Лагутін Юрій — гандбол
- Літошенко (Кіркевич) Марія — гандбол
- Лобова (Гецко) Ніна — гандбол
- Макарець (Кочергіна) Тетяна — гандбол
- Нагорний Сергій — веслування на байдарці-двійці (500 м)
- Новиков Сергій — дзюдо (до 70 кг)
- Панчук (Коломієць) Людмила — гандбол
- Петренко Сергій — веслування на каное-двійці (500 м і 1000 м)
- Пінігін Павло — боротьба вільна (68 кг)
- Рєзанов Олександр — гандбол
- Сєдих Юрій — легка атлетика (метання молота)
- Тимошкіна (Шерстюк) Наталія — гандбол
- Турчина Зінаїда — гандбол
- Філатов Юрій — веслування на байдарці-четвірці
- Чуканов Анатолій — велоспорт (шосе, командна гонка на 100 км)
- Чухрай Сергій — веслування на байдарці-четвірці

##### XXII Олімпійські ігри 1980 Москва

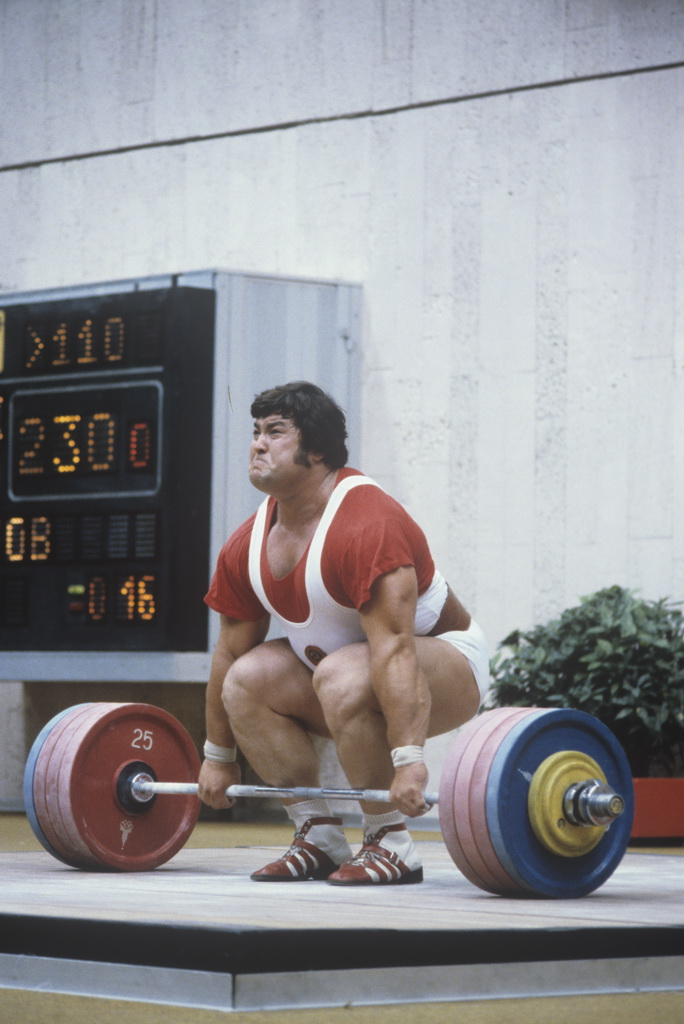
Султанбай Рахманов

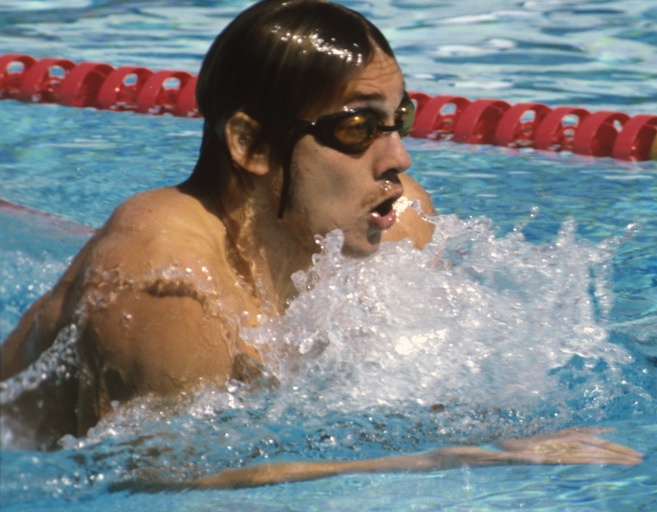
Олександр Сидоренко

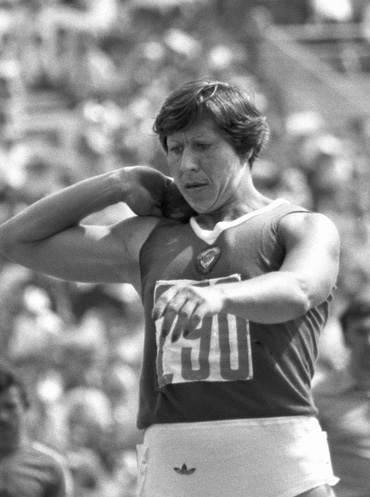
Надія Ткаченко

- Баркалов Олексій — водне поло
- Бєлоглазов Анатолій — вільна боротьба (52 кг)
- Бєлоглазов Сергій — вільна боротьба (57 кг)
- Бураков Віктор — легка атлетика (біг, естафета 4х 400м)
- Захарова (Хлус) Стела — спортивна гімнастика (командний залік)
- Зубарєва Ольга — гандбол
- Зюськова Ніна — легка атлетика (біг, естафета 4х 400 м)
- Карлова Лариса — гандбол
- Кисельов Володимир — легка атлетика (штовхання ядра)
- Колчинський Олександр — греко-римська боротьба (понад 100 кг)
- Кочергіна (Макарець) Тетяна — гандбол
- Красюк Сергій — плавання (естафета 4×200 м вільним стилем)
- Кривов Валерій — волейбол
- Лащонов Федір — волейбол
- Лєдньов Павло — сучасне п'ятиборство (командні змагання)
- Лук'яненко Наталія — гандбол
- Лутаєва (Берзіна) Валентина — гандбол
- Макуц Богдан — спортивна гімнастика (командний залік)
- Манкін Валентин — вітрильний спорт (клас «Зірковий»)
- Мате Ілля — вільна боротьба (100 кг)
- Місевич Віра — кінний спорт (командні змагання з виїздки)
- Мовчан Валерій — велоспорт (трек, гонка переслідування, 4000 м)
- Одинокова (Бережна) Любов — гандбол
- Олізаренко Надія — легка атлетика (біг на 800 м)
- Пальчикова (Білецька) Ірина — гандбол
- Панченко Юрій — волейбол
- Погановський Віктор — кінний спорт (командні змагання з подолання перешкод)
- Порадник (Бобрусь) Людмила — гандбол
- Пострєхін Сергій — веслування на каное-двійці
- Присєкін Юрій — плавання (естафета 4×200 м вільним стилем)
- Пророченко (Буракова) Тетяна — легка атлетика (біг, естафета 4х400 м)
- Рахманов Султанбай — важка атлетика (2-га важка вага)
- Сєдих Юрій — легка атлетика (метання молота)
- Сидоренко Олександр — плавання (400 м, комплексне плавання)
- Смирнов Володимир — фехтування (рапіра)
- Тимошкіна Наталія — гандбол
- Ткаченко Надія — легка атлетика (п'ятиборство)
- Турчина Зінаїда — гандбол
- Фесенко Сергій — плавання (200 м, батерфляй)
- Чухрай Сергій — веслування на байдарці-двійці (500 м і 1000м)

##### XXIII Олімпійські ігри 1984 Лос-Анжелес
Збірна СРСР через політичні мотиви не брала участь у цій олімпіаді

##### XXIV Олімпійські Ігри 1988 Сеул

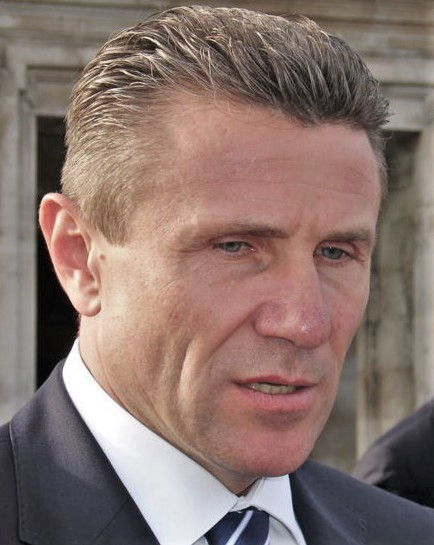
Сергій Бубка

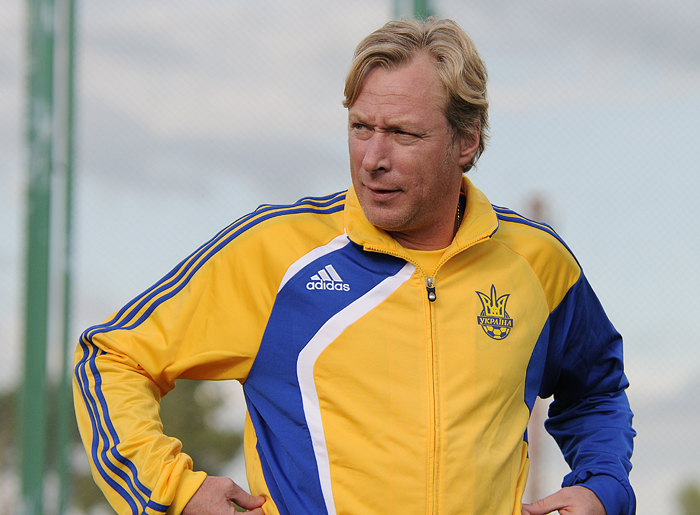
Олексій Михайличенко

- Авдєєнко Геннадій — легка атлетика (стрибки у висоту)
- Бєлоглазов Сергій — вільна боротьба (57кг)
- Бєлостєнний Олександр — баскетбол
- Бризгін Віктор — легка атлетика (біг, естафета 4х100 м)
- Бризгіна Ольга — легка атлетика (біг на 400 м, естафета 4х400 м)
- Бубка Сергій — легка атлетика (стрибки з жердиною)
- Волков Олександр — баскетбол
- Гоборов Валерій — баскетбол
- Джигалова Людмила — легка атлетика (біг естафета 4х400 м)
- Дорошенко Леонід — гандбол
- Кириченко Олександр — велоспорт (трек, гіт 1000 м)
- Лютий Володимир — футбол
- Михайличенко Олексій — футбол
- Монаков Дмитро — стрільба стендова (траншейний стенд)
- Пінігіна Марія — легка атлетика (біг, естафета 4х400 м)
- Риманов Олександр — гандбол
- Самоленко (Доровських) Тетяна — легка атлетика (біг 3000 м)
- Сороколет Олександр — волейбол
- Стражева Ольга — спортивна гімнастика (командний залік)
- Татарчук Володимир — футбол
- Тищенко Вадим — футбол
- Чередник Олексій — футбол
- Шкурнова Ольга — волейбол

#### Представники інших республік, які народилися на території сучасної України
Народилися або померли на території сучасної України:
- Бердиєв Йосип (народився в Ашхабаді, представляв РРФСР, згодом переїхав до УРСР, помер у Києві)
- Йожеф Беца (народився і помер у Мукачеві)
- Столбов Павло (народився у Красному Лучі, нині Хрустальний Луганської області)
- Куц Володимир (народився в Олексиному, нині в Сумській області)
- Борисов Василь (народився в Маяках, нині в Донецькій області)
- Валентин Ніколаєв (народився в Долино-Кам'янці, нині в Кіровоградської області)
- Цибуленко Віктор (народився у Веприку, нині в Київській області)
- Макаренко Сергій (народився у Кривому Розі, представляв білоруську РСР)
- Пресс Ірина Натанівна (народилася в Харкові)
- Пресс Тамара Натанівна (народилася в Харкові)
- Власов Юрій (народився в Макіївці)
- Растворова Валентина (народилася в Одесі)
- Іваницький Олександр
- Мельник Фаїна
- Тучкін Олександр
- Шухов Борис
- Вайцехівська Олена
- Жмудський Володимир
- Жлуктов Віктор
- Томін Микола
- Захарова-Надирова Тетяна
- Рогожина Людмила
- Молибога Олег
- Добровольський Ігор
- Петренко Сергій
- Грищук Оксана
- Платов Євген

### У складі об'єднаної команди незалежних держав

#### XVI Зимові олімпійські ігри 1992 Альбервіль
- Житник Олексій — хокей із шайбою
- Петренко Віктор — фігурне катання (одиночні змагання у чоловіків)

#### XXV Олімпійські ігри 1992 Барселона
- Бебешко Сергій — гандбол
- Бризгіна Ольга — легка атлетика (біг ест.4х400м)
- Гаврилов Юрій — гандбол
- Гутцайт Вадим — фехтування (шабля, командні змагання)
- Гуцу Тетяна — спортивна гімнастика (командний залік, абсолютна першість)
- Джигалова Людмила — легка атлетика (біг, естафета 4х400 м)
- Жирко Олена — баскетбол
- Коробчинський Ігор — спортивна гімнастика (командний зілік)
- Кучеренко Олег — греко-римська боротьба (48 кг)
- Лисенко Тетяна — спортивна гімнастика (командний залік)
- Місютін Григорій — спортивна гімнастика (командний залік)
- Погосов Георгій — фехтування (командні змагання)
- Тимошенко Олександра — художня гімнастика
- Ткаченко Марина — баскетбол
- Шаріпов Рустам — спортивна гімнастика (командний залік)

### У складі самостійної команди України

#### XVII Зимові олімпійські ігри 1994 Ліллехамер
- Баюл Оксана — фігурне катання (одиночні змагання у жінок)

#### XXVI Олімпійські ігри 1996 Атланта

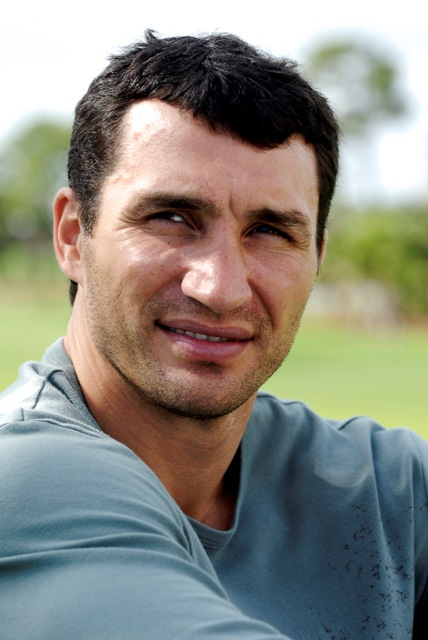
Володимир Кличко

- Браславець Євген — вітрильний спорт (клас "470")
- Кличко Володимир — бокс (понад 91 кг)
- Кравець Інеса — легка атлетика (потрійний стрибок)
- Матвієнко Ігор — вітрильний спорт (клас «470»)
- Олейник В'ячеслав — греко-римська боротьба (90 кг)
- Подкопаєва Лілія — спортивна гімнастика (абсолютна першість, вільні вправи)
- Серебрянська Катерина — художня гімнастика
- Таймазов Тимур — важка атлетика (до 100 кг)
- Шаріпов Рустам — спортивна гімнастика (вправи на брусах)

#### XXVII Олімпійські ігри 2000 Сідней

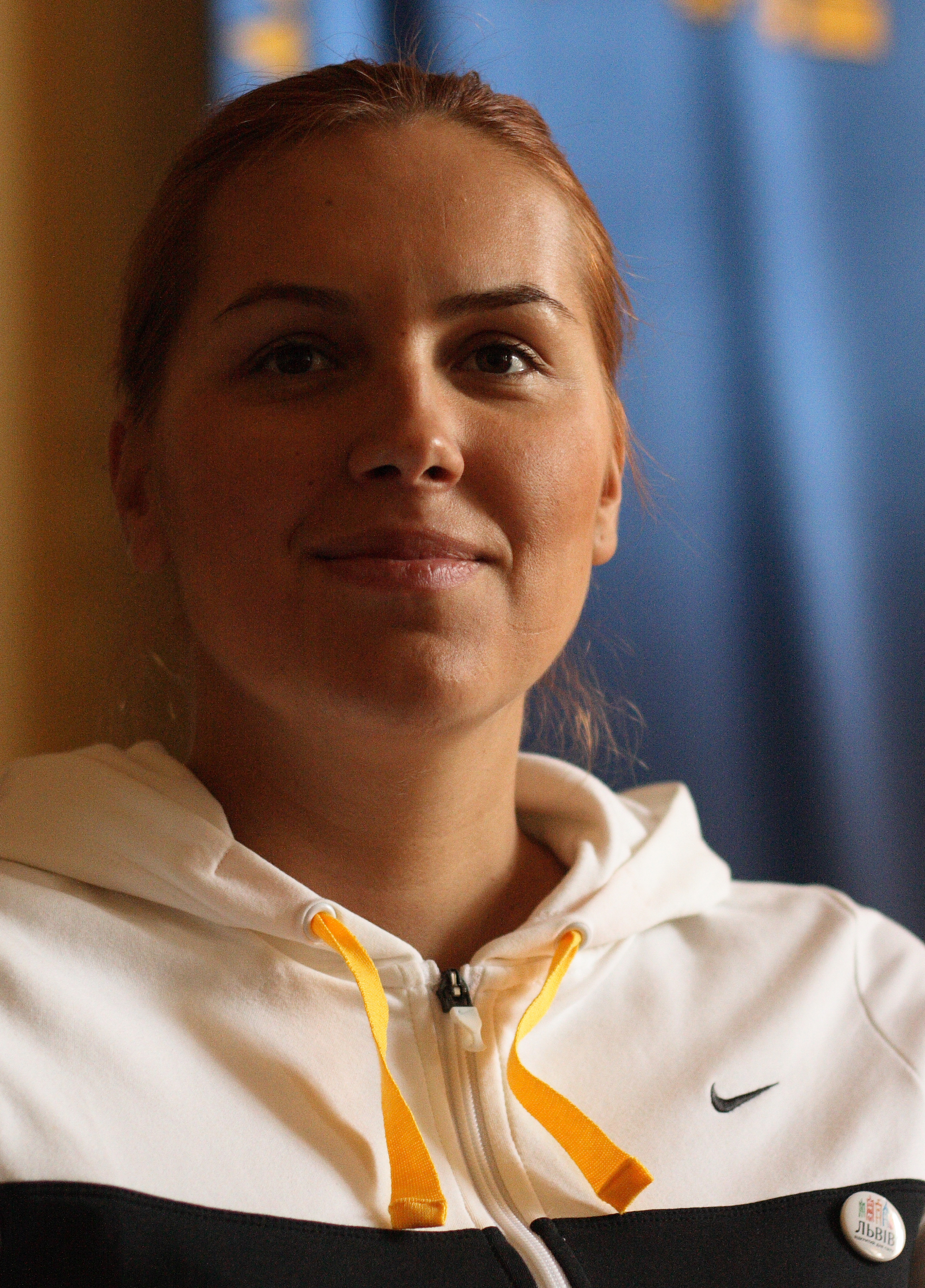
Яна Клочкова

- Клочкова Яна — плавання (200 м і 400 м, комплексне плавання)
- Мільчев Микола — стрільба стендова

#### XXVIII Олімпійські ігри 2004 Афіни

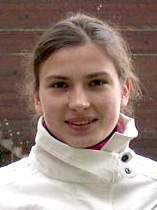
Олена Костевич

- Гончаров Валерій — спортивна гімнастика (вправи на брусах)
- Клочкова Яна — плавання (200 м і 400 м, комплексне плавання)
- Костевич Олена — стрільба кульова (пневматичний пістолет)
- Мерлені Ірина — боротьба вільна (48кг)
- Нікітін Юрій — стрибки на батуті
- Скакун Наталія — важка атлетика (до 63кг)
- Тедеєв Ельбрус — боротьба вільна (66кг)

#### XXIX Олімпійські ігри 2008 Пекін

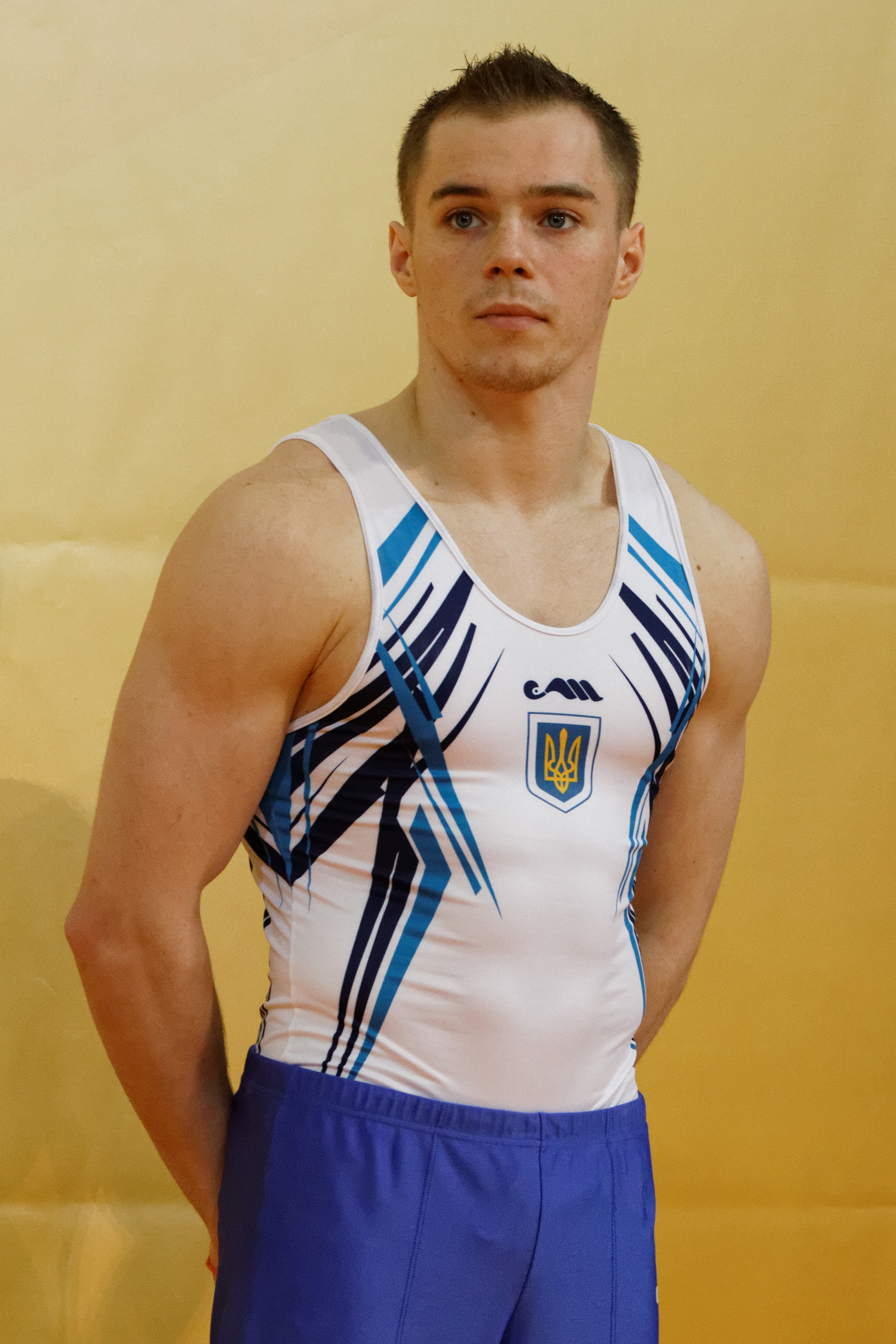
Олег Верняєв

- Айвазян Артур — кульова стрільба
- Добринська Наталя — легка атлетика, семиборство
- Жовнір Ольга — фехтування, шабля, командні змагання
- Ломаченко Василь — бокс
- Осипенко-Радомська Інна — веслування, байдарка
- Петрів Олександр — кульова стрільба
- Пундик Галина — фехтування, шабля, командні змагання
- Рубан Віктор — стрільба з лука
- Харлан Ольга — фехтування, шабля, командні змагання
- Хомрова Олена — фехтування, шабля, командні змагання

#### XXX Олімпійські ігри 2012 Лондон
- Дементьєва Яна — академічне веслування, четвірка парна
- Довгодько Наталія — академічне веслування, четвірка парна
- Коженкова Анастасія — академічне веслування, четвірка парна
- Ломаченко Василь — бокс
- Тарасенко Катерина — академічне веслування, четвірка парна
- Усик Олександр — бокс
- Чебан Юрій — веслування на байдарках і каное, каное-одиночка, 200 м
- Шемякіна Яна — фехтування, шпага, індивідуальні змагання

#### XXII Зимові олімпійські ігри 2014 Сочі
- Джіма Юлія — біатлон (естафета)
- Підгрушна Олена — біатлон (естафета)
- Семеренко Валентина — біатлон (естафета)
- Семеренко Віта — біатлон (естафета)

#### XXXI Олімпійські ігри 2016 Ріо-де-Жанейро
- Верняєв Олег — спортивна гімнастика (вправи на брусах)
- Чебан Юрій — веслування на байдарках і каное, каное-одиночка, 200 м

#### XXIII Зимові олімпійські ігри 2018 Пхьончхан
- Абраменко Олександр — фристайл, лижна акробатика[3].

#### XXXII Олімпійські ігри 2020 Токіо
- Беленюк Жан — греко-римська боротьба (до 87 кг)

#### XXXIII Олімпійські ігри 2024 Париж
- Харлан Ольга — фехтування, командна шабля (жінки)
- Комащук Аліна — фехтування, командна шабля (жінки)
- Кравацька Олена — фехтування, командна шабля (жінки)
- Бакастова Юлія — фехтування, командна шабля (жінки)
- Магучіх Ярослава — легка атлетика, стрибки у висоту (жінки)
- Хижняк Олександр-мол. — бокс, до 80 кг (чоловіки)

## Олімпійські чемпіони-українці у складі інших країн

### Зимові Олімпійські ігри
| Спортсмен           | Вид спорту      | Кількість золотих медалей | Дисципліна                | Рік  | Країна    | Примітки                                     |
| ------------------- | --------------- | ------------------------- | ------------------------- | ---- | --------- | -------------------------------------------- |
| Тетяна Волосожар    | Фігурне катання | 2                         | Пари, командні змагання   | 2014 | Росія     | Прийняла російське громадянство у 2010 році  |
| Володимир Григор'єв | Шорт-трек       | 1                         | Естафета 5000 м, чоловіки | 2014 | Росія     | Прийняв російське громадянство у 2007 році   |
| Альона Савченко     | Фігурне катання | 1                         | Пари                      | 2018 | Німеччина | Прийняла німецьке громадянство у 2004 році   |
| Алла Цупер          | Фристайл        | 1                         | Акробатика                | 2014 | Білорусь  | Прийняла білоруське громадянство у 2000 році |
| Антон Кушнір        | Фристайл        | 1                         | Акробатика                | 2014 | Білорусь  | Прийняв білоруське громадянство у 2000-х     |

### Літні Олімпійські ігри

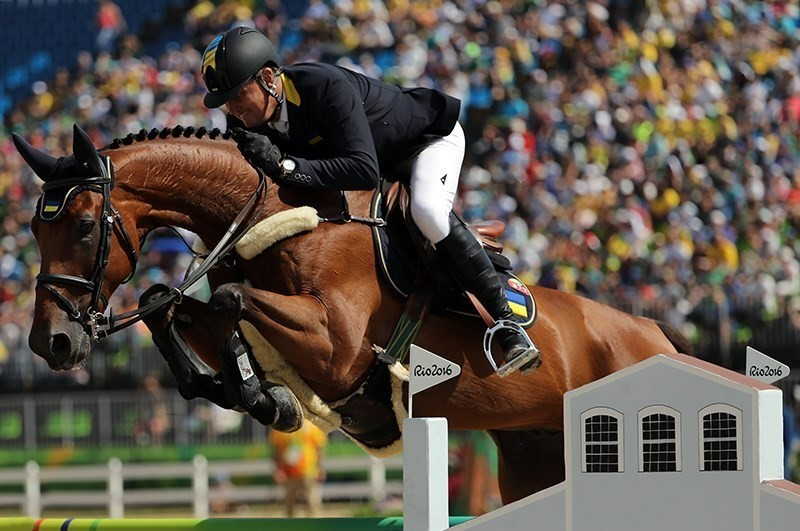
Дворазовий олімпійський чемпіон Ульріх Кірхофф виступає за Україну на Олімпіаді в Ріо-де-Жанейро

| Спортсмен         | Вид спорту           | Кількість золотих медалей | Дисципліна                                                | Роки | Країна    | Примітки                                    |
| ----------------- | -------------------- | ------------------------- | --------------------------------------------------------- | ---- | --------- | ------------------------------------------- |
| Ульріх Кірхофф    | Кінний спорт         | 2                         | Індивідуальний конкур Командний конкур                    | 1996 | Німеччина | Прийняв українське громадянство у 2013 році |
| Сагід Муртазалієв | Боротьба             | 1                         | Вільна боротьба, важка вага, < 97 кг, чоловіки            | 2000 | Росія     | Прийняв російське громадянство у 1996 році  |
| Семен Новіков     | Боротьба             | 1                         | Греко-римська боротьба, напівважка вага, ≥87 кг, чоловіки | 2024 | Болгарія  | Прийняв болгарське громадянство у 2022 році |
| Артем Долгопят    | Спортивна гімнастика | 1                         | вільні вправи (чоловіки)                                  | 2020 | Ізраїль   | Прийняв ізраїльське громадянство            |